# Bertrand de Bar-sur-Aube
Bertrand de Bar-sur-Aube (fin du XIIe siècle - début du XIIIe siècle) est un poète champenois qui a écrit en ancien français un certain nombre de chansons de geste. Il est l'auteur de Girart de Vienne et il est vraisemblable qu'on lui doive aussi Aymeri de Narbonne. Toutefois, cette attribution ne fait pas l'unanimité, et elle est contestée. On lui a attribué aussi Beuve de Hanstone, mais là encore cette attribution est  contestée. 
Au début de Girart de Vienne, l'auteur se décrit comme un « clerc ». Nous n'avons de lui aucun autre renseignement biographique.

## Référence de traduction
- (en) Cet article est partiellement ou en totalité issu de l’article de Wikipédia en anglais intitulé « Bertrand de Bar-sur-Aube » (voir la liste des auteurs).